# Sainte-Colombe (Manche)
Sainte-Colombe település Franciaországban, Manche megyében. Lakosainak száma 181 fő (2022. január 1.). Sainte-Colombe Golleville, Biniville, Hautteville-Bocage, Néhou, Rauville-la-Place, Reigneville-Bocage és Saint-Sauveur-le-Vicomte községekkel határos.

## Népesség
A település népessége az elmúlt években az alábbi módon változott:
| Lakosok száma | 160  | 144  | 145  | 164  | 218  | 215  | 210  | 196  | 189  | 181  |
|               | 1968 | 1982 | 1990 | 2006 | 2013 | 2015 | 2017 | 2019 | 2020 | 2022 |